# رانی هیزل‌هرست
رانی هِـیزل‌هِـرست (انگلیسی: Ronnie Hazlehurst؛ ‏ ۱۳ مارس ۱۹۲۸ – ۱ اکتبر ۲۰۰۷) رهبر ارکستر، آهنگساز، موسیقی‌دان و ترانه‌سرا اهل بریتانیا بود.
از فیلم‌ها یا مجموعه‌های تلویزیونی که وی در آن‌ها نقش داشته‌است، می‌توان به در انتهای دوران میانسالی و بله آقای وزیر اشاره نمود.